# Oleje
Oleje – szerokie pojęcie odnoszące się zwykle do substancji ciekłych lub łatwo topniejących ciał stałych, nierozpuszczalnych w wodzie a rozpuszczalnych w rozpuszczalnikach organicznych, śliskich, o dużej lepkości. Mają zróżnicowane pochodzenie i właściwości chemiczne.

## Rodzaje olejów
Ze względu na zachowanie się w obecności powietrza oleje dzieli się na trzy kategorie:
- schnące,
- nieschnące,
- półschnące.

Ze względu na pochodzenie oleje dzieli się na:
- mineralne,
- roślinne,
- zwierzęce,
- syntetyczne.

## Oleje mineralne
Oleje mineralne są mieszaninami wyższych węglowodorów. Uzyskuje się je głównie z rafinacji ropy naftowej, ale także z innych źródeł, na przykład przerobu smoły węglowej.
Oleje mineralne dzieli się na:
- oleje napędowe
- oleje smarowe – między innymi olej wrzecionowy, olej maszynowy, olej silnikowy, olej przekładniowy
- oleje opałowe – między innymi mazut
- olej transformatorowy.

## Oleje roślinne
Chemicznie oleje roślinne są mieszaninami estrów kwasów tłuszczowych (zarówno nienasyconych, jak i nasyconych). Oleje roślinne, podobnie jak zwierzęce, zalicza się do tłuszczów. Nie wszystkie oleje roślinne są jadalne, niektóre mogą być nawet trujące. Ponadto niektóre oleje roślinne są schnące lub półschnące, co uniemożliwia stosowanie ich jako nawet prymitywnych środków smarnych, za to używa się ich w farbach i lakierach. Tak naprawdę nie jest to jednak wysychanie, lecz polimeryzacja spowodowana światłem i sieciowanie przez utlenianie w kontakcie z atmosferą. Oleje roślinne uzyskuje się z roślin oleistych.
Oleje roślinne to między innymi: olej kokosowy, olej konopny, olej kukurydziany, olej lniany, olej orzechowy, olej palmowy, olej rycynowy, olej rzepakowy, olej słonecznikowy, olej sojowy, oliwa.

## Oleje zwierzęce
Tu jedynym powszechnie znanym olejem jest tran. Skład tranu zależy od gatunku zwierząt, z którego jest uzyskiwany. Rodzajem oleju zwierzęcego jest masło sklarowane. Masło po ostrożnym stopieniu i zebraniu z jego powierzchni piany można przelać do butelek, gdzie nie ulega skrzepnięciu.

## Oleje syntetyczne
Oleje syntetyczne są to oleje o bardzo różnej budowie chemicznej, otrzymane na drodze syntezy chemicznej. Olejami syntetycznymi są na przykład oleje poliestrowe, silikonowe, a nawet węglowodorowe (ale uzyskane inną metodą niż poprzez rafinację ropy naftowej).

## Metody identyfikacji
W celu odróżnienia olejów mineralnych i syntetycznych od tłuszczów, stosuje się próbę akroleinową. Do rozróżniania tłuszczów używa się liczby zmydlania. Pozwala ona na określenie ogólnego charakteru kwasów tłuszczowych, gdyż jest ona zależna od ich masy cząsteczkowej. Oleje mineralne i syntetyczne mają zawsze liczbę zmydlania równą 0, gdyż nie ulegają zmydleniu.

## Określanie zawartości olejów
Stosuje się przy określaniu zawartości olejów w próbkach środowiskowych, aby ustalić poziom zanieczyszczenia nimi, oraz w oczyszczalniach ścieków. Aby określić zawartość olejów w próbce metodą grawimetryczną, stosuje się kolejno: ekstrakcję z wody za pomocą rozpuszczalnika, odparowanie rozpuszczalnika, a na koniec waży się osad, który pozostał po odparowaniu rozpuszczalnika (który z definicji stanowią oleje). Do określenia ich zawartości stosuje się także badanie absorpcji w podczerwieni za pomocą spektrofotometru (w takim wypadku rozpuszczalnikiem musi być trichlorotrifluoroetan, który jest nieprzyjazny dla środowiska), oraz ekstrakcję za pomocą aparatu Soxhleta z ciał stałych (np. gleby). Polskie normy dopuszczają na określanie ich zawartości metodą grawimetryczną (PN-86/C-0457301) oraz za pomocą aparatu Soxhleta (PN-73/A-82111).